# ジョン・デリンジャー
ジョン・ハーバート・デリンジャー・ジュニア（John Herbert Dillinger Jr. [ˈdɪlɪndʒər]〈ディリンジャー〉, 1903年6月22日 – 1934年7月22日）は、アメリカ合衆国インディアナ州インディアナポリス出身のギャング、銀行強盗。1930年代前半アメリカ中西部で銀行強盗を繰り返し、FBIから「社会の敵ナンバーワン」（"Public Enemy No.1"）に指名された。

## 生涯

### 生い立ち
1903年6月22日、インディアナ州インディアナポリスのブライトウッド（Brightwood）で生まれた。食料雑貨店を営んでいた父はアルザスに起源を持つドイツ系移民の二世で、子供に対しては非常に厳格な躾を行った。3歳の時に母親が亡くなると、14歳年上の姉オードリーが母親代わりとして幼いデリンジャーの面倒を見た。母の死から6年後に父は再婚したが、デリンジャーは継母と反りが合わず、反抗するようになった。
十代の頃から素行不良が目立つようになり、暴力事件やささいな窃盗を繰り返すようになる。16歳で学校を中退すると、インディアナポリスで機械工場の職に就く。仕事には真面目に取り組む一方で、一晩中遊び歩くことも珍しくなかった。このことに困惑した彼の父は「都会の空気が息子を堕落させている」と考え、住んでいた家を売却しインディアナ州ムーアスビル（Mooresville, Indiana）近くの農場に引っ越した。
しかし、デリンジャーは田舎での生活になじめず、生活態度が改まることはなかった。1922年には自動車窃盗で捕まり、父から勘当された。その後、アメリカ海軍に入隊するも、数ヶ月後には職務放棄で不名誉除隊となった。故郷のインディアナに戻ったデリンジャーは、地元の16歳の娘ベリル・ホービス（Beryl Ethel Hovious）と結婚。平穏な暮らしを望むも思うように職が見つからず、再び犯罪に手を染めるようになる。結局、5年後に2人は離婚した。

### 初めての刑務所暮らし
1924年9月6日、友人のエド・シングルトン（Edgar Singleton）に強盗の話を持ち掛けられ、食料雑貨店を襲うが失敗。2人共逮捕される。この事件の裁判で、シングルトンは弁護士を雇って2年の懲役刑で済んだが、デリンジャーは全面的に罪を認めた。罪を認めたのには、父の助言があったからだと言われている。この時デリンジャーに前科は無かったが、2件の容疑で有罪判決が下り、それぞれ2年から14年と10年から20年の懲役刑を言い渡された。
ペンドルトン厚生施設に入れられたが、より屈強な仲間を求めてインディアナ州刑務所への移動を希望した。刑務所内の洗濯場で働きながら所内の野球チームに参加し、大リーグ選手並みの腕前をみせるなど、気ままに刑務所暮らしを楽しんだ。
1933年、故郷にいる継母が昏睡状態になり仮釈放の嘆願書が寄せられた。彼は8年半の刑期を終え仮釈放された。

### 社会の敵ナンバーワン
刑務所暮らしの間に、彼と同じインディアナ州マンシー出身のハリー・ピアポント（Harry Pierpont）と、インディアナ州テレホート出身のラッセル・クラーク（Russell "Boobie" Clark ）から銀行強盗のノウハウを学んだデリンジャーは、彼らと共に強盗稼業をはじめることを決意した。
1933年5月22日に仮釈放されたデリンジャーは、6月10日に最初の銀行強盗を行なった。ハリー・コープランドとはこの時期に知り合ったと見られる。受刑中のピアポント、クラークと他数人をインディアナ州刑務所から脱獄させる事に成功。脱獄に成功したピアポントとクラーク、そしてチャールズ・マクレイ（Charles Makley）、エドワード・シャウス、“オクラホマジャック”・クラーク（James Clark）、ウォルター・ディートリヒ（Walter Dietrich）、ジョン“レッド“・ハミルトン、ハリー・コープランドらと共に強盗団を結成。このメンバーが後に「ファースト・デリンジャー・ギャング（First Dillinger Gang）」と呼ばれる事となる。
しばらくしてホーマー・ヴァン・メーター（Homer Van Meter）、ベビーフェイス・ネルソンことレスター・ギリス（Baby Face Nelson）、トミー・キャロルらが加わり、彼らは「セカンド・デリンジャー・ギャング（Second Dillinger Gang）」と呼ばれた。その後彼らは12件の銀行強盗を働き、現在の金額に換算しておよそ500万ドルの金を強奪した。また、銀行を襲っても銀行にいた客からは一銭も奪わず、この事が彼らを義賊的なイメージに結び付かせ、大衆からもてはやされるきっかけになった。

### 逮捕～救出
仮釈放からわずか4ヶ月後、警察はデリンジャーが刑務所仲間の妹のメアリー・ロングネッカー(Mary Longnecker,23)と付き合っているのを突き止め、オハイオ州デイトンの彼女のアパートに踏み込んで逮捕した。アパートには現金2,600ドルと拳銃4丁、追跡車両をパンクさせるための絨毯用の釘が入った布袋が見つかった。
デリンジャーはオハイオ州ライマにある拘置所に収監されたが、1933年10月12日、インディアナ州を脱獄したばかりのピアポントらが拘置所に乗り込み救出した。
その2日後、インディアナ州オーバーン警察署に押し入り、2人の警官を銃で脅しトンプソン短機関銃、拳銃数丁、スプリングフィールド銃、自動小銃、ショットガン、大量の弾薬、防弾チョッキ3着などを強奪した。所要時間はわずか数分で負傷者はなかった。さらに10月20日、インディアナ州ペルーの警察署から再び銃と弾薬、防弾チョッキを奪い、その3日後にインディアナ州グリーンキャッスルの銀行で7万4千ドル(現在の約180万ドル)を強奪した。当局はギャングの宣戦布告と見なし500人の州兵や志願兵を動員して対ギャング部隊を結成した。また連邦法に触れていないにもかかわらず、DOI(後のFBI)も捜査に参加した。
翌月の11月、シカゴのナイトクラブでビリー・フレシェットと出会い、12月後半はフレシェットを連れてフロリダ州デイトナビーチでクリスマスを迎えた。
デリンジャーギャングは以前にも増して次々と銀行強盗を行ったが、1934年1月15日にオハイオ州イーストシカゴのファースト・ナショナル銀行を襲った時にデリンジャーは初めての殺人を犯してしまう。銀行に駆けつけた警察との銃撃戦の際、オマリー巡査を射殺してしまったのである。

### 逮捕～脱走
1934年1月25日、彼らはアリゾナ州ツーソンにあるホテル「コングレス」に身を隠したが、ホテルでたまたま火災が発生したことで身元がばれてしまい逮捕される。逮捕後、デリンジャーだけは先の警官殺しの容疑で他のメンバーから切り離され、インディアナ州クラウンポイントのレイク郡拘置所に投獄された。
1934年3月3日、裁判中のデリンジャーは、木製の模造銃で看守を脅し厳重警戒の拘置所からの脱獄に成功する。この時の脱走を新聞は「デリンジャー、靴墨で黒く染めた銃を使って脱獄に成功！」と報じている。
またこの逃走の際、女性保安官リリアン・ホリー（Lillian Holley）の所有するV-8フォードを奪って逃亡。むざむざ犯人を逃した保安官を、当時デリンジャー寄りだったマスコミは嘲笑的に報じた。脱獄に関する調査は、イリノイ州州知事の命令でシカゴの私立探偵「ハーグレーブ・シークレットサービス（Hargrave Secret Service）」によって行われ、デリンジャーの脱獄に関する詳細情報も情報提供者から得ていたが、イリノイ州州知事とイリノイ州司法長官は、デリンジャーが脱獄の際に用いた銃に関する情報については最後まで公式発表をしなかった。
また、自動車をインディアナ州からイリノイ州へ「州を跨いで盗難」したことが連邦法（Federal law）に触れる行為だったため、この事がDOI（のちのFBI）の管轄下に置かれるきっかけとなった。
脱獄したデリンジャーは、新たにベビーフェイス・ネルソンを一味に加えて再び銀行強盗を始めた。しかし、創設したばかりのDOIも「デリンジャー特捜班」を設け、その逮捕に躍起になっていた。
1934年3月31日、ビリー・フレシェットと共にミネソタ州セントポールのアパートを借りて隠れたが、オーナーの通報によりDOIの捜査官に見つかってしまう。撃ち合いになり捜査官の.38口径がデリンジャーの大腿部を貫通したものの脱出に成功、ミネアポリスの悪徳医者に寄って治療を受けた。5日間の療養のあと、4月5日にインディアナ州ムーアズヴィルの実家に行き父親にビリーを紹介した。
4日後シカゴに戻ったが、仲間に裏切られビリーが逮捕されてしまう。2人が再会することは2度となかった。

### リトル・ボヘミア・ロッジ
1934年4月22日、通報によりFBIはウィスコンシン州北部のリトル・ボヘミア・ロッジ（Little Bohemia Lodge）にいるデリンジャー一味を包囲した。そして、ロッジから出て来る3人の男に銃撃したが、彼らはデリンジャー一味ではなく民間人であった。この銃撃により民間人1名が死亡、FBIは創設間も無く大失態を犯してしまい国民からの非難が集中する。
リトルボヘミアから脱出したデリンジャーとホーマー・ヴァン・メーターは、弁護士のルイス・ピケットが手配したシカゴのマフィア仲間の家にかくまってもらうが、マフィアは時代遅れの犯罪を繰り返す2人を追放した。彼らは5月のほとんどをシカゴ近郊の森にある小屋や赤いパネルトラックの荷台で過ごした。その後デリンジャーはピケット弁護士の口添えでアナ・カンパナス（Ana Cumpanas, 別名：アンナ・セージ（Anna Sage））の売春宿に泊めてもらうことになった。

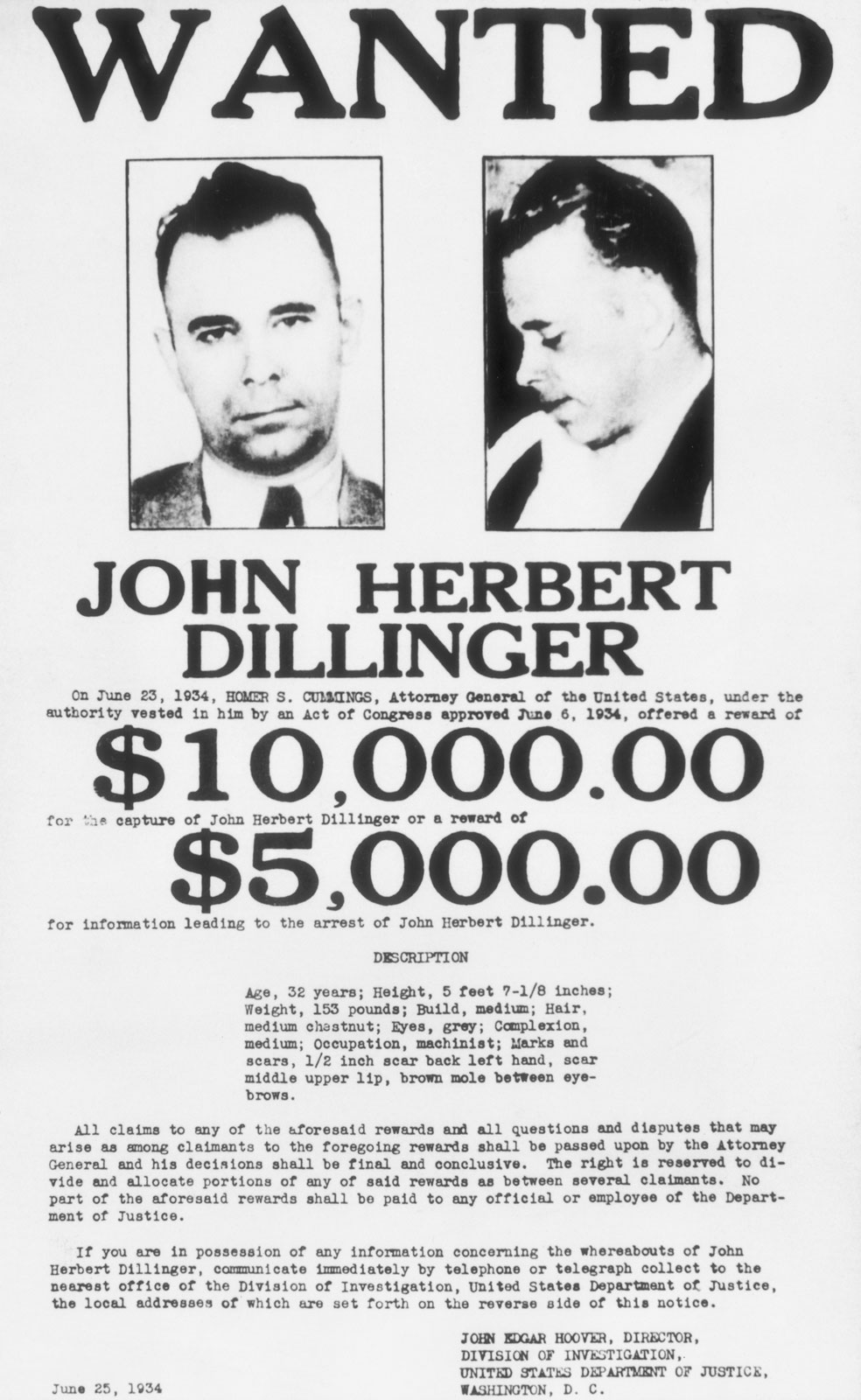
1934年の指名手配書

1934年6月22日、FBI長官J・エドガー・フーヴァーはデリンジャーを『社会の敵ナンバーワン』（"Public Enemy No.1"）に指名、翌日アメリカ合衆国司法省はデリンジャー逮捕の為、彼に関する情報提供者には5,000ドル、捕らえた者には10,000ドルの賞金を出すと発表した。この日はデリンジャーの誕生日でもあった。

### 犯罪王の最期と「赤いドレスの女」
1934年7月22日、デリンジャーはガールフレンドのポリー・ハミルトン（Polly Hamilton）とアンナ・セージと共に、シカゴ近郊のリンカーンパーク（Lincoln Park, Chicago）にある映画館バイオグラフシアターで上映中のギャング映画『男の世界』を観に出かけた。この時、いつもは地味なアンナが派手な「赤いドレス」を着て出かけた為仲間にからかわれていたとの証言が残っている。ルーマニアからアメリカに移住し、当時売春宿を経営していたアンナは、売春宿の摘発によるルーマニアへの強制送還を恐れ、顔馴染みのデリンジャーの情報をFBI捜査官に売っていた。FBI捜査官は映画館の外で待ち伏せする際、デリンジャーを見失わない様にする為、予めアンナに赤いドレスを着る様に指示していた。

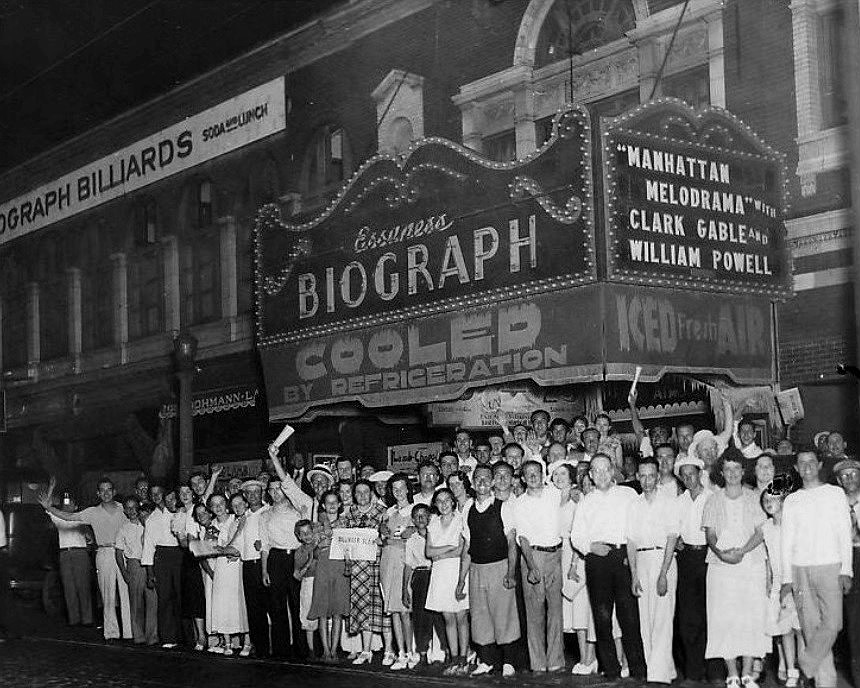
事件現場となったバイオグラフシアター

映画が終わり外へ出てきたデリンジャーは待ち伏せしていたFBI捜査官らに囲まれた。そして捜査官らの一斉射撃を受けその場に倒れた。一説によると、銃を抜く動作をせず「撃たないでくれ!Gメン!」と叫んだデリンジャーの背後から発砲したとの目撃証言もある。5発発砲された弾丸のうち3発が彼に命中、その内の2発は彼の胸に当たり、1発が彼の心臓を損傷、これが致命傷となった。またもう1発の弾丸は彼の首から入り右目の下を貫通していた。デリンジャーはアレクシアンブラザース病院（Alexian Brothers Medical Center）に担ぎ込まれたが、午後10時50分に死亡した。
その後、デリンジャーに関する捜査の陣頭指揮を取ったFBI局員メルヴィン・パーヴィス（Melvin Purvis）は、デリンジャーは死の間際に「一言も発せずに死亡した」とのコメントを発表した。デリンジャーに発砲した捜査官チャールズ・B・ウィンステッド、クラレンス・O・フルト、ハーマン・E・ホリスは後にFBI長官J・エドガー・フーヴァーから賞賛の言葉を送られた。しかし、彼らのうち誰がデリンジャーに致命傷を負わせたのかについては全員がノーコメントだった。
遺体はインディアナポリスにあるクラウンヒル墓地（Crown Hill Cemetery）に葬られた。

## その他のエピソード
- デリンジャーの死から2年後、彼の情報を提供したアンナはルーマニアに強制送還され、その11年後にルーマニアで没している。
- 死後、彼の墓を見物に来ていた人々により墓石が削られ、出来た破片を記念品として持ち去られるケースが相次いだ。
- デリンジャーの父親は、熱狂的なマニアが墓を盗掘するのを恐れたため、遺体のすぐ上に鉄筋コンクリート製の頑丈なスラブ(平板）を作らせた[4]。
- デリンジャーのファンによって創設されたファンクラブ「John Dillinger Died for You Society」のメンバーは彼の死去した日を「John Dillinger Day」と呼んでいる。毎年彼の命日にはメンバーがバイオグラフシアターに集まり、バグパイプ奏者によって「アメイジング・グレイス」が奏でられる中、彼が死亡した路地まで歩いて彼の死を偲ぶという行事が行われている。
- デリンジャーと彼の仲間達が隠れ家にしていたウィスコンシン州ラングラード郡（Langlade County, Wisconsin）の家は、その後「フォレスト・イン（Forest Inn）」という小さなバーになり今日まで残っている。
- ファースト・ナショナル銀行事件の裁判中、デリンジャーがロバート・エスティル検察官の肩に腕を乗せている所を撮影した写真は、現存するデリンジャーの写真の中でも有名な一枚となっている。検察官は次期州知事になるだろうと期待されていたが、この写真でキャリアを台無しにした[5]。

- デリンジャーが脱獄後再び銀行を襲い出すまでの間メキシコへ逃亡していたとする説がある。「メキシコ逃亡説」についてはペーパーバックの題材になったり、ジャック・ヒギンズの小説で取り扱われるなどしているが、真相は未だ不明である。
- FBI犯罪捜査官や政府関係者、その他捜査官全般を指す略語「Gメン」（“government men”の略）は、武装した捜査官がデリンジャーを包囲した際に彼が叫んだ「撃たないでくれ!Gメン!」と言う言葉から来ていると言う説がある（「Gメン」に関しては、同時代に活動したギャング、マシンガン・ケリーがFBI捜査官に叫んだ言葉との説もある）。
- アンナ・セージの例によってアメリカでは、「赤いドレスの女」（"the lady in red"）とは「自分を破滅へ導く運命の女」を意味する用語として使われている。

## 自動車

### ヘンリー・フォード宛ての手紙
ボニーとクライドのクライド・バロウやデリンジャーは信頼性の高いフォードV8を好んだ。1934年4月、バロウからヘンリー・フォード宛てに車を称賛する手紙が届き、デリンジャーからは5月6日ミネアポリス消印と5月16日デトロイト消印の手紙が2通届いた。その手紙が届いた1週間後にボニーとクライドは死に、ジョン・デリンジャーも2ヶ月後に死んでいる。
ミネアポリス消印のほうは75年後の2009年にヘンリー・フォードに関するFBI資料の中から発見された。保存状態が極めて悪く、タイプライターの文字の解析は赤外線スキャンが必要だった。フォード社がこの手紙を公開しなかったのは当時全米の警察がフォード社の最大の顧客だったからと考えられる。
『速くて頑丈なフォードV8を作ってくれたことに感謝する。この車がなければウィスコンシン州とミネソタ州の警察から逃がれることはできなかっただろう』

もうひとつのデトロイト消印のほうはフォード社が保管している。
『長年の友よ、ようやくデトロイトに着いた。出来ることなら会って挨拶したいところだ。フォードに3週間乗ったが素晴らしい車だ。フォードで走ると他の車を置き去りにして土埃を浴びせるんだ。Bye-Bye, John Dillinger』
というまるで自動車メーカーの宣伝文句のような文面である。それに5月16日に彼はシカゴにいたという証言があり、手配中の彼らが同じ車に3週間も乗り続けるとは考えにくい。捜査局の指紋分析と筆跡鑑定でも本人とは特定できず、最終的にFBIは偽物と結論付けた。

### 新聞広告
ミルウォーキーにあるフォードのディーラーはデリンジャーを新聞広告に利用した。リトル・ボヘミア・ロッジの事件のあと「ジョン・デリンジャーは捕まえられるのか？」という新聞折込チラシが配布された。ページをめくると「フォードV8に乗っている限り不可能だ！」「クラウンポイントの脱獄とリトル・ボヘミア・リゾートで使ったのもフォードV8だった」と車の宣伝が書かれ、その下に性能やスペックの説明があった。
だがリトル・ボヘミア・ロッジで使ったのは4気筒エンジンだった。

### 警察の特装車両
インディアナ州のサウスベンド警察は、1934年6月30日のサウスベンドの銀行強盗のあと1934年型スチュードベーカー・プレジデントの特装車を注文した。フロントウィンドウの開閉式の銃眼（狭間）、タイヤとラジエーターグリルの装甲板、強力なエンジンなどを装備しギャングに対抗しようとしたが、3週間後にデリンジャーは死亡し一度も使われることなく数年後に解体された。
デリンジャー亡き後、オハイオ州のカントン警察はサウスベンド署を真似て1937年型スチュードベーカープレジデントを改造した。装甲板と厚さ30ミリの防弾ガラスを装備し重量は1トン増した。新車価格約1,200ドルに対して改造費は5,400ドルを要した。

## 大衆文化への影響
義賊的なデリンジャーの人生はしばしば映画や音楽など、大衆文化の主題として採り上げられている。

### 映画・ドラマ
- 『犯罪王ディリンジャー』 - Dillinger ※1945年3月公開（日本公開1952年7月）、ローレンス・ティアニー主演。
- 『ギャング王デリンジャー』 - Young Dillinger ※1965年4月公開（日本公開1965年7月）、ニック・アダムス主演。
- 『デリンジャー』 - Dillinger ※1973年7月公開（日本公開1974年10月）、ウォーレン・オーツ主演。
- 『赤いドレスの女』- The Lady In Red　 1979年公開、ロバート・コンラッド主演。
- 『デリンジャーVSカポネ/抗争の街』 - Dillinger & Capone ※1995年公開（日本ではビデオスルー）、マーティン・シーン主演。
- 『パブリック・エネミーズ』 - Public Enemies ※2009年7月公開、ジョニー・デップ主演。

### 音楽
- パブリック・エナミー - アメリカ合衆国のヒップホップ音楽グループ。グループ名はデリンジャーのニックネームより。
- デリンジャー (音楽家) - ジャマイカのディージェイ。
- ザ・ディリンジャー・エスケイプ・プラン - アメリカ合衆国ニュージャージー州モリスで結成されたマスコアバンド。

### 小説
- 『Gマン 宿命の銃弾』 - G-Man (2017年) ※スティーヴン・ハンターによる小説『スワガー・サーガ』シリーズの一作。ギャング団リーダーとして登場

## デリンジャーと周辺の出来事の時系列
| 年月日 | 年月日   | 出来事 | 備考・その他                                 |
| ------ | -------- | --- | -------------------------------------------- |
| 1903年 | 6月22日  | ジョン・デリンジャーがインディアナポリスで生まれる。                                                       |                                              |
| 1903年 | 10月24日 | メルヴィン・パーヴィスがサウスカロライナで生まれる。                                                       | 後の捜査官。デリンジャー捜査班のリーダー。   |
| 1920年 | 1月16日  | 禁酒法が施行される。                                                                                       |                                              |
| 1920年 |          | デリンジャー家族がインディアナ州ムーアズヴィルに移り住む。                                                 |                                              |
| 1923年 | 12月4日  | 海軍を不名誉除隊。                                                                                         |                                              |
| 1924年 | 5月10日  | J・エドガー・フーヴァーが捜査局局長に任命。                                                                |                                              |
| 1924年 | 9月6日   | フランク・モーガンの雑貨店で初めての強盗を行う。                                                           |                                              |
| 1924年 | 9月16日  | 10日前の強盗で逮捕。ペンドルトン少年院で10～20年の懲役刑。                                                 |                                              |
| 1924年 | 12月16日 | ベリル・ホーヴィスと結婚。                                                                                 |                                              |
| 1929年 | 6月20日  | ベリルと離婚。                                                                                             |                                              |
| 1929年 | 7月15日  | 少年院からインディアナ州立刑務所に移送される。                                                             |                                              |
| 1929年 | 10月24日 | 世界恐慌が始まる。                                                                                         |                                              |
| 1931年 | 10月24日 | アル・カポネに脱税で懲役10年の有罪判決。                                                                   |                                              |
| 1933年 | 5月22日  | インディアナ州刑務所を仮釈放。                                                                             |                                              |
| 1933年 | 6月10日  | オハイオ州ニューカーライルで初めての銀行強盗。                                                             |                                              |
| 1933年 | 7月17日  | インディアナ州デールビルのコマーシャル銀行を襲撃。被害額3,500ドル。                                        |                                              |
| 1933年 | 8月4日   | インディアナ州モントピリアのモントピリア国立銀行を襲撃。被害額6,700ドル。                                  |                                              |
| 1933年 | 8月14日  | オハイオ州ブラフトンのブラフトン銀行を襲撃。被害額6000ドル。                                               |                                              |
| 1933年 | 9月6日   | インディアナポリスのマサチューセッツ州立銀行を襲撃。被害額21,000ドル。                                     |                                              |
| 1933年 | 9月22日  | 銀行強盗で逮捕。オハイオ州ライマの郡拘置所に収容される。                                                   |                                              |
| 1933年 | 9月26日  | インディアナ州立刑務所からハリー・ピアポントら10人の囚人が脱獄。                                           |                                              |
| 1933年 | 9月26日  | マシンガン・ケリーが逮捕される。                                                                           |                                              |
| 1933年 | 10月12日 | ハリー・ピアポントら3人がデリンジャーをライマの郡拘置所から救出。                                          |                                              |
| 1933年 | 10月23日 | インディアナ州グリーンキャッスルのセントラルナショナル銀行を襲撃。 被害額75,000ドル。                      | デリンジャーギャングとしての最初の強盗事件。 |
| 1933年 | 11月     | ビリー・フレシェットと出会う。                                                                             |                                              |
| 1933年 | 11月20日 | ウィスコンシン州ラシーンのアメリカン&トラスト銀行を襲撃。被害額28,000 ドル。                               |                                              |
| 1933年 | 12月5日  | 禁酒法が廃止される。                                                                                       |                                              |
| 1933年 | 12月13日 | シカゴのユニティ信託貯蓄銀行を襲撃。                                                                       |                                              |
| 1933年 | 12月20日 | ビリー・フレシェットとフロリダ州に休暇旅行。                                                               |                                              |
| 1934年 | 1月1日   | アルカトラズ刑務所が開設される。                                                                           |                                              |
| 1934年 | 1月15日  | イーストシカゴのファーストナショナル銀行を襲撃。警官に撃たれるが防弾チョッキに救われる。被害額25,000ドル。 | オマリー巡査を殺害。                         |
| 1934年 | 1月22日  | アリゾナ州ツーソンに逃亡中、ホテルで火災が発生し正体が発覚。                                               |                                              |
| 1934年 | 1月25日  | ツーソンの隠れ家で逮捕。                                                                                   |                                              |
| 1934年 | 1月30日  | インディアナ州クラウンポイントのレイク郡拘置所に移送。                                                     |                                              |
| 1934年 | 3月3日   | レイク郡拘置所を脱走。アフリカ系アメリカ人のハーバート・ヤングブラッドも一緒に逃亡。                       | 捜査局の管轄下となる。                       |
| 1934年 | 3月6日   | サウスダコタ州スーフォールズの信託銀行を襲撃。被害額50,000ドル。                                           |                                              |
| 1934年 | 3月13日  | アイオワ州メイソンシティのファーストナショナル銀行を襲撃。被害額52,000ドル。                               |                                              |
| 1934年 | 3月16日  | H・ヤングブラッドが保安官に射殺される。                                                                    |                                              |
| 1934年 | 3月24日  | ハリー・ピアポントとチャールズ・マクレイに死刑判決、ラッセル・クラークには終身刑。                         |                                              |
| 1934年 | 3月31日  | ミネソタ州セントポールのアパートで捜査局と銃撃戦。大腿部を撃たれる。                                       |                                              |
| 1934年 | 4月5日   | インディアナ州ムーアズヴィルの父親にビリー・フレシェットを紹介する。                                       |                                              |
| 1934年 | 4月9日   | シカゴでビリー・フレシェットを逮捕。                                                                       |                                              |
| 1934年 | 4月22日  | リトル・ボヘミア・ロッジで捜査局の奇襲を受ける。                                                           |                                              |
| 1934年 | 4月26日  | ジョン”レッド”・ハミルトンが死亡。                                                                         |                                              |
| 1934年 | 5月23日  | ビリー・フレシェットに懲役2年の実刑判決。                                                                  |                                              |
| 1934年 | 5月23日  | ボニーとクライドが射殺される。                                                                             |                                              |
| 1934年 | 5月27日  | ホーマー・ヴァン・メーターと共に整形手術を受ける。                                                         |                                              |
| 1934年 | 6月18日  | 捜査局に逮捕と銃携帯の権限が与えられる。                                                                   |                                              |
| 1934年 | 6月22日  | パブリックエネミーNo,1を命名される。                                                                       | デリンジャーの誕生日。                       |
| 1934年 | 6月30日  | インディアナ州サウスベンドのマーチャンツナショナル銀行を襲撃。被害額30,000ドル。                           |                                              |
| 1934年 | 7月4日   | アンナ・セージのアパートを借りる。                                                                         |                                              |
| 1934年 | 7月19日  | アンナ・セージがデリンジャーの居所を捜査局に密告。                                                         |                                              |
| 1934年 | 7月22日  | シカゴのバイオグラフ劇場前で捜査局に射殺される。                                                           |                                              |
| 1934年 | 7月25日  | インディアナポリスのクラウンヒル墓地に埋葬。                                                               |                                              |
| 1934年 | 8月22日  | アル・カポネがアルカトラズ刑務所に収監。                                                                   |                                              |
| 1934年 | 8月23日  | ホーマー・ヴァン・メーターが警察に射殺される。                                                             |                                              |
| 1934年 | 9月22日  | チャールズ・マクレイが脱走に失敗し射殺される。ピアポントも重傷。                                           |                                              |
| 1934年 | 10月17日 | ハリー・ピアポントの死刑執行。                                                                             |                                              |
| 1934年 | 10月22日 | プリティボーイ・フロイドが捜査局に射殺される。                                                             |                                              |
| 1934年 | 11月27日 | サミュエル・カウリーがベビーフェイス・ネルソンに殺される。                                                 |                                              |
| 1934年 | 11月27日 | ベビーフェイス・ネルソンが捜査局に射殺される。                                                             |                                              |
| 1935年 | 1月1日   | 捜査局BOIが連邦捜査局FBIに改名。                                                                           |                                              |